# Tell Abu Hafur
Tell Abu Hafur – stanowisko archeologiczne położone w Syrii, w dorzeczu rzeki Chabur, w obrębie tzw. "trójkąta chaburskiego", czyli na terenie Górnej Mezopotamii.

## Badania archeologiczne
Stanowisko badane było w latach 1988–1990 w ramach międzynarodowego projektu badań ratunkowych Western Hassake Dam Project, zorganizowanego przez Syryjski Departament Starożytności. Badaniami kierowali Maria Krogulska (1988) oraz Piotr Bieliński (1989-1990) pod auspicjami Centrum Archeologii Śródziemnomorskiej Uniwersytetu Warszawskiego. W ramach tego przedsięwzięcia równolegle prowadzono badania na stanowisku Tell Dżassa, oddalonym o około 2,5 kilometra. 
Składa się z dwóch wzgórz – telli, głównego, długiego na 200 metrów i wysokiego na 16 metrów oraz mniejszego i bardziej płaskiego o długości 130 metrów i wysokości 5 metrów (Tell Abu Hufur East). Na głównym tellu wyodrębniono dziewięć warstw archeologicznych, najbogatsze pozostałości pochodziły najmłodszej fazy, czyli okresu wczesnodynastycznego – fragment dzielnicy mieszkalnej, gdzie odkryto pozostałości czterech domów z cegły mułowej, ulokowanych wzdłuż brukowanej uliczki. Wśród domów odkryto także siedem grobów. Mniejszy tell funkcjonował później, zidentyfikowano pozostałości fortyfikacji z okresu Mitanni (II tysiąclecie p.n.e.), a powyżej nich pozostałości datowane na okres Nowoasyryjski. Ceramika wskazuje, że osadnictwo było kontynuowane w okresach hellenistycznym, partyjsko-rzymskim i wczesnoislamskim. 
Do ciekawych znalezisk należy terakotowa figurka, tzw. idol oczny, charakterystyczny dla kultury Uruk. Tego typu idole znajdowane były w różnych częściach Bliskiego Wschodu – Mezopotamii, Syrii, Elamie, najwięcej na stanowisku Tell Brak.